# エリオット (ミュージシャン)
エリオット・フェラス・マーティン・プラット（Elliott Ferrous-Martin Platt、2004年2月24日 - ）は、ElyOttoの名で知られるカナダのカルガリー出身のミュージシャン。2021年にTikTokで爆発的に人気になったSugarCrash!で知られる。

## 生い立ち
2004年に作詞家兼作曲家のマイクと音楽教師兼音楽家のナターシャのもとに生まれ、カナダのカルガリーで育った 。